# لونيك (كورنوال)
لونيك (بالإنجليزية: Lewannick)‏ هي قرية وأبرشية مدنية تقع في المملكة المتحدة في كورنوال. يقدر عدد سكانها بـ 973 نسمة .